# Philippe de Bourbon (1429-1453)
Philippe de Bourbon (1429-1453), seigneur de Beaujeu, est un descendant agnatique de Louis IX.
Né le 11 février 1429, il est le second fils de Charles Ier  de Bourbon et d'Agnès de Bourgogne.
Il reçoit à la suite de son frère Jean II le titre de seigneur de Beaujeu mais, étant mort avant son père, il ne gouvernera jamais ses terres.